# Karl Grätz
Karl Grätz (Prága, 1889. február 17. – Prága, 1935. október 15.) cseh nemzetközi labdarúgó-játékvezető.

## Pályafutása
A Csehszlovák labdarúgó-szövetség Játékvezető Bizottsága (JB) 1921-ben terjesztette fel nemzetközi játékvezetőnek, a Nemzetközi Labdarúgó-szövetség (FIFA) bíróinak keretébe. Több nemzetek közötti válogatott és klubmérkőzést vezetett vagy társának partbíróként segített. Az aktív nemzetközi játékvezetéstől 1923-ban búcsúzott. Válogatott mérkőzéseinek száma: 4.

## Statisztika

### Nemzetközi válogatott mérkőzései
| #  | Dátum                | Helyszín                        | Hazai         | Eredmény | Vendég        | Kiírás     | Gólok | Esemény |
| -- | -------------------- | ------------------------------- | ------------- | -------- | ------------- | ---------- | ----- | ------- |
| 1. | 1921. december 18.   | Budapest, Hungária körúti pálya | Magyarország  | 1 – 0    | Lengyelország | barátságos | -     |         |
| 2. | 1922. május 14.      | Krakkó                          | Lengyelország | 0 – 3    | Magyarország  | barátságos | -     |         |
| 3. | 1923. május 6.       | Bécs, Hohe Warte                | Ausztria      | 1 – 0    | Magyarország  | barátságos | -     |         |
| 4. | 1923. szeptember 23. | Budapest, Hungária körúti pálya | Magyarország  | 2 – 0    | Ausztria      | barátságos | -     |         |
|    | Összesen             |                                 |               | 4        | mérkőzés      |            |       |         |